# 日本学生選抜バスケットボール大会
日本学生選抜バスケットボール大会（にほんがくせいせんばつバスケットボールたいかい、通称：選抜大会）は、毎年7月に行われる日本の大学バスケットボールの大会。

## 概要
毎年4月から6月頃にかけて開催される各地区春季大会で優秀な成績を収めた選手が集結する。選抜大会は、8チームの総当たり戦で順位を決定する。

## 出場チーム
1. 北海道選抜
2. 東北選抜
3. 北信越選抜
4. 関東選抜
5. 東海選抜
6. 関西選抜
7. 中四国選抜
8. 九州選抜

## 歴代記録

### 日本男子学生選抜バスケットボール大会
優勝選抜一覧

### 日本女子学生選抜バスケットボール大会
優勝選抜一覧